# Seone Mendez
Seone Mendez (Sydney, 15 maggio 1999) è una tennista australiana.

## Biografia

### Origini
È figlia del calciatore Gabriel Mendez e Natalia Mendez. Ha un fratello.

### Carriera
Seone Mendez ha vinto 13 titoli in singolare e 5 titoli in doppio nel circuito ITF in carriera. Il 18 ottobre 2021 ha raggiunto il best ranking mondiale nel singolare, nr 206; il 20 settembre 2021 ha raggiunto il miglior piazzamento mondiale nel doppio, nr 304.
Ha raggiunto i quarti di finale al Winners Open 2021 partendo dalle qualificazioni, dove è stata sconfitta dalla ex numero 9 del mondo Andrea Petković.
Nel 2022 ha raggiunto il primo turno in doppio agli Australian Open grazie ad una wildcard, in coppia con la connazionale Taylah Preston, sconfitte dalle francesi ex numeri 1 del mondo Caroline Garcia e Kristina Mladenovic.

## Statistiche ITF

### Singolare

#### Vittorie (13)
| Torneo $100.000 (0) |
| Torneo $80.000 (0)  |
| Torneo $60.000 (0)  |
| Torneo $40.000 (0)  |
| Torneo $25.000 (3)  |
| Torneo $15.000 (10) |

| N.  | Data              | Torneo                                        | Superficie      | Avversaria in finale    | Punteggio        |
| 1.  | 11 giugno 2017    | Hammamet Open, Hammamet                       | Terra rossa     | Fernanda Brito          | 6–2, 6–1         |
| 2.  | 18 giugno 2017    | Hammamet Open, Hammamet                       | Terra rossa     | Andrea Lázaro García    | 6-1, 3-6, 6-0    |
| 3.  | 25 febbraio 2018  | ITF Palmanova Calvia, Palma Nova              | Terra rossa     | Marina Bassols Ribera   | 6(3)–7, 6–1, 6–2 |
| 4.  | 24 marzo 2019     | Tennis Organisation Cup, Adalia               | Terra rossa     | Lina Ǵorčeska           | 6-4, 6-0         |
| 5.  | 31 marzo 2019     | Tennis Organisation Cup, Adalia               | Terra rossa     | Yuki Naito              | 7-5, 7-6(3)      |
| 6.  | 26 maggio 2019    | Tennis Organisation Cup, Adalia               | Terra rossa     | Gebriela Mihajlova      | 6-1, 6-1         |
| 7.  | 7 luglio 2019     | Prokuplje Open, Prokuplje                     | Terra rossa     | Ana Lantigua de la Nuez | 6–2, 6–3         |
| 8.  | 14 luglio 2019    | Prokuplje Open, Prokuplje                     | Terra rossa     | Dar'ja Astachova        | 6-4, 6-1         |
| 9.  | 1º settembre 2019 | Magic Tours, Tabarka                          | Terra rossa     | Karin Kennel            | 6(7)-7, 6-1, 6-3 |
| 10. | 24 novembre 2019  | ASC BMW Women's World Tennis Tour, Naples     | Terra verde     | Panna Udvardy           | 6-3, 6-4         |
| 11. | 14 marzo 2021     | Internationaux Féminins d'Amiens, Amiens      | Terra rossa (i) | Paula Ormaechea         | 6-4, 6-2         |
| 12. | 5 febbraio 2023   | Ankara Tennis Academy Cup, Adalia             | Terra rossa     | Nina Potočnik           | 6-2, 7-5         |
| 13. | 9 luglio 2023     | Torneo Internacional de Tenis de Getxo, Getxo | Terra rossa (i) | Martha Matoula          | 6-2, 6-4         |

#### Sconfitte (3)
| Torneo $100.000 (0) |
| Torneo $80.000 (0)  |
| Torneo $60.000 (0)  |
| Torneo $40.000 (1)  |
| Torneo $25.000 (1)  |
| Torneo $15.000 (1)  |

| N. | Data              | Torneo                                       | Superficie  | Avversaria in finale | Punteggio     |
| 1. | 13 agosto 2017    | Warmia Mazury Open, Mrągowo                  | Terra rossa | Marta Leśniak        | 4-6, 4-6      |
| 2. | 22 settembre 2019 | Forte Village International Tournament, Pula | Terra rossa | Martina Trevisan     | 4-6, 7-5, 5-7 |
| 3. | 28 maggio 2023    | Krka Open Otocec, Otočec                     | Terra rossa | Rebecca Šramková     | 3-6, 6(2)-7   |

### Doppio

#### Vittorie (5)
| Torneo $100.000 (0) |
| Torneo $80.000 (0)  |
| Torneo $60.000 (0)  |
| Torneo $40.000 (0)  |
| Torneo $25.000 (2)  |
| Torneo $15.000 (3)  |

| N. | Data             | Torneo                                            | Superficie      | Compagna                    | Avversarie in finale                         | Punteggio           |
| 1. | 14 aprile 2018   | ITF Womens Tennis Club de Tunis, Tunisi           | Terra rossa     | Maryna Černjšova            | Amina Anšba Anastasia Grymalska              | 7-6(5), 6-4         |
| 2. | 31 agosto 2019   | Magic Tours, Tabarka                              | Terra rossa     | Merel Hoedt                 | Alicia Smith Chelsea Vanhoutte               | 6–3, 7-5            |
| 3. | 13 marzo 2021    | Internationaux Féminins d'Amiens, Amiens          | Terra rossa (i) | María José Portillo Ramírez | Elsa Jacquemot Victoria Jiménez Kasintseva   | 6-4, 6-3            |
| 4. | 12 agosto 2023   | Leipzig Open, Lipsia                              | Terra rossa     | Estelle Cascino             | Julija Avdeeva Arina Gabriela Vasilescu      | 6-2, 6(4)-7, [10-8] |
| 5. | 15 novembre 2024 | Open Internacional de Tenis Femenino Nules, Nules | Terra rossa     | Enola Chiesa                | Lorena Solar Donoso Meritxell Teixidó García | 6-2, 3-6, [10-4]    |

#### Sconfitte (8)
| Torneo $100.000 (0) |
| Torneo $80.000 (0)  |
| Torneo $60.000 (1)  |
| Torneo $40.000 (0)  |
| Torneo $25.000 (5)  |
| Torneo $15.000 (2)  |

| N. | Data              | Torneo                                         | Superficie      | Compagna         | Avversarie in finale                             | Punteggio        |
| 1. | 21 luglio 2017    | Internazionali di Imola, Imola                 | Sintetico       | Eleni Kordolaimi | Estrella Cabeza Candela Paula Cristina Gonçalves | 3–6, 6–1, [3–10] |
| 2. | 17 febbraio 2018  | Movistar Womens, Manacor                       | Terra rossa     | Alexandra Perper | Irene Burillo Escorihuela Olga Parres Azcoitia   | 4-6, 6-2, [7-10] |
| 3. | 5 maggio 2019     | ITF Women's Circuit Il Cairo, Il Cairo         | Terra rossa     | Charlotte Roemer | Alicia Rusova Simona Waltert                     | 5-7, 6-0, [6-10] |
| 4. | 28 settembre 2019 | BBVA Open Ciudad de Valencia, Valencia         | Terra rossa     | Andrea Gámiz     | Irina Maria Bara Rebeka Masarova                 | 4-6, 6(2)-7      |
| 5. | 23 novembre 2019  | Oracle Pro Series Naples Women's Open, Naples  | Terra verde     | Lea Bošković     | María José Portillo Ramírez Gabriela Talabă      | 5-7, 2-6         |
| 6. | 26 febbraio 2021  | Internationaux Féminins de la Vienne, Poitiers | Cemento (i)     | Estelle Cascino  | Federica Di Sarra Camilla Rosatello              | 4-6, 3-6         |
| 7. | 25 febbraio 2023  | SMT Cup, Provincia di Tucumán                  | Terra rossa     | Daniela Vismane  | María Herazo González Lexie Stevens              | 6-2, 3-6, [8-10] |
| 8. | 5 luglio 2024     | Torneo Internacional de Tenis de Getxo, Getxo  | Terra rossa (i) | Martha Matoula   | Anna Rogers Alana Smith                          | 0-6, 6(7)-7      |